# Riksväg 84
Riksväg 84 är en ca 330 km lång svensk riksväg som går från Hudiksvall till norska gränsen via Ljusdal, Sveg och Funäsdalen. Skyltning västerut Sveg och Röros. Österut Sveg och Hudiksvall. På norska sidan ansluter Fylkesvei 31 över Brekken till Røros.

## Standard och planer
Den är vanlig landsväg hela vägen, bredd 7–9 meter, något bredare väster om Sveg. Hastighetsgränsen är mest 90 km/h längre österut och mest 100 km/h väster om Sveg. Trafikmängden är på landsbygden långt från tätort cirka 500 fordon/dygn väster om Sveg och 2000 öster om Sveg. Nära Hudiksvall är det runt 6000 fordon/dygn.
Vägen passerar rakt genom tätorterna Delsbo, Ljusdal, Färila, Sveg, Hede, Tännäs och Funäsdalen.

## Historia
Riksvägsnumret 84 infördes på sträckan Hudiksvall-Sveg i samband med vägnummerreformen 1962. Vägen Sveg-gränsen hette Länsväg 312. Före 1962 hette den väg 312 hela vägen. År 1985 förlängdes väg 84 till norska gränsen och ersatte väg 312.
Vägen E4-Näsviken är byggd cirka 1970 fast bitvis i samma sträckning som innan. Vägen Näsviken-Kårböle följer i huvudsak samma vägsträckning som åtminstone på 1940-talet. I Ljusdal är dock bron och dess västra anslutning nyare, från 1960-talet. Vägen Kårböle-Älvros är uträtad med delvis ny väg på 1950-talet.
Vägen Älvros-Linsell är ombyggd troligen i början av 1960-talet, och Linsell-Hede troligen lite senare. Båda delarna mestadels i ungefär samma sträckning. Vägen Hede-norska gränsen följer 1940-talets väg i huvudsak, med kurvrätningar på några ställen, vilka också verkar ha utförts på 1960-talet. Särskilt byggdes då 2 mil ny väg närmast öster om Tännäs, i samband med ett kraftverksbygge som sedan delvis lagt den gamla vägen under vatten.

## Trafikplatser, korsningar och anslutningar
|  | Nr  | Namn                         | Skyltning                                  |
|  | --- | ---------------------------- | ------------------------------------------ |
|  | 214 | Trafikplats Hudiksvall Södra | Sundsvall, Stockholm; Hudiksvall           |
|  | -   | Trafikplats Bäck             | Sörforsa                                   |
|  | -   | Trafikplats Byberg           | Näsviken                                   |
|  |     | Delsbo                       | Bjuråker, Hassela                          |
|  |     | Ljusdal                      | X704 Hybo                                  |
|  |     | Ljusdal                      | Ånge, Tallåsen (Rv 84 svänger)             |
|  |     | bro över Ljusnan i Ljusdal   | cirka 400 meter                            |
|  |     | Ljusdal                      | Järvsö, Bollnäs (Rv 84 svänger)            |
|  |     | Korskrogen                   | Los                                        |
|  |     | Kårböle                      | Los, Voxna                                 |
|  |     | Nötberget                    | Ytterhogdal, Östersund                     |
|  |     | Älvros                       | Östersund (Rv 84 svänger)                  |
|  |     | Sveg                         | Mora (Rv 84 svänger)                       |
|  |     | Hedlanda                     | Ånge                                       |
|  |     | Tännäs                       | Särna                                      |
|  |     |                              | gräns Sverige-Norge, Fylkesvei 31 ansluter |

## Kuriosa
Vägen är Sveriges högst belägna riksväg med runt 840 m ö.h. Platsen ligger knappt 1 km öster om norska gränsen. Sträckan ligger dock inte på kalfjället och är därför inte så känslig för snöstormar på vintern.